# Кокос (остров, Гуам)
Кокос (англ. Cocos Island, чамор. Islan Dåno) — остров, расположенный в 1,6 км от южной оконечности Гуама (США), в пределах барьерного рифа Меризо, муниципалитета Меризо. Длина острова — 1600 м, ширина — от 200 м до 300 м, площадь — 38,6 га. Остров находится на юго-западной окраине кораллового рифа лагуны Кокос.
Восточное побережье острова представляет собой дневной курорт с бассейном, волейбольной площадкой, кафе, рестораном и баром. Здесь можно взять в аренду снаряжение для сноркелинга, дайвинга, каякинга, наблюдения за дельфинами, парасейлинга. Западное побережье острова является общественной территорией и включено в систему территориальных парков. Добраться до острова можно на пароме из Меризо Гуам.
В испанский период остров принадлежал Дону Игнасио Мендиоле Деле Крузу (Туан). В конце 1920-х годов США экспроприировали две трети территории. Оставшуюся часть острова в 1930-х годах Дон Игнасио продал бизнесмену по имени Готвальд. В 1944 году на острове была построена и эксплуатировалась станция береговой охраны, функционировавшая до 1963 года. В конце 1980-х годов значительная часть острова была возвращена правительству Гуама и преобразована в заповедник.
В 2005 году на острове было обнаружено серьёзное загрязнение полихлорированными бифенилами (ПХБ). Уровень загрязнения почвы превышал федеральную норму в 4900 раз, а анализ 12 видов рыб из лагуны показал высокое содержание ПХБ у большинства из них. У одного вида уровень ПХБ превышал норму в 256 раз. Источником загрязнения, вероятно, стали трансформаторы и оборудование станции береговой охраны, но оно оставалось незамеченным ранее.
20 февраля 2006 года представители Агентства по охране окружающей среды Гуама, Департамента здравоохранения и социального обеспечения Гуама и Береговой охраны предупредили местное население об опасности употребления рыбы, выловленной в лагуне.
5 ноября 2020 года Министерство внутренних дел США и Геологическая служба США объявили, что коричневая древесная змея была найдена на острове Кокос.